# Overlord (light novel)
Overlord (オーバーロード Ōbārōdo) là một bộ light novel Nhật Bản được viết bởi Maruyama Kugane và minh họa bởi so-bin. Nó bắt đầu được đăng nhiều kỳ trực tuyến vào năm 2010, trước khi được hãng Enterbrain mua lại. Mười sáu tập đã được xuất bản kể từ ngày 30 tháng 7 năm 2012. Bản chuyển thể manga với phần tranh minh họa bởi Miyama Hugin bắt đầu được đăng nhiều kỳ trên tạp chí seinen manga Comp Ace của Kadokawa Shoten kể từ ngày 26 tháng 11 năm 2014. Bản chuyển thể anime dài tập do Madhouse thực hiện bắt đầu phát sóng từ ngày 7 tháng 7 năm 2015.
Gồm bốn mùa, mỗi mùa có 13 tập, với mùa đầu tiên phát sóng từ tháng 7 đến tháng 9 năm 2015. Hai bộ anime tổng hợp tóm tắt lại các sự kiện từ mùa đầu tiên đã được phát hành tại Nhật Bản vào năm 2015 lần lượt vào tháng 2 và tháng 3 năm 2017. Mùa thứ hai diễn ra từ tháng 1 đến tháng 4 năm 2018, mùa thứ ba diễn ra từ tháng 7 đến tháng 10 năm 2018 và mùa thứ tư diễn ra từ tháng 7 đến tháng 9 năm 2022. Một bộ phim dài 1 tiếng anime đã được công bố.

## Cốt truyện
Overlord lấy bối cảnh vào năm 2138 trong tương lai, khi khoa học công nghệ phát triển vượt bậc và ngành game thực tế ảo đang nở rộ hơn bao giờ hết. Câu chuyện bắt đầu trong những giây phút cuối tại tại Yggdrasil, một game online đình đám sắp phải đóng cửa. Nhân vật chính Momonga quyết định ở lại đến tận những phút cuối cùng với trò chơi yêu thích của mình và chờ server down. Bất ngờ, server không shutdown, Momonga bị mắc kẹt trong nhân vật của chính mình và dịch chuyển tới một thế giới khác. Vị chúa tể hùng mạnh của đại lăng tẩm Nazarick giờ đây lại tiếp tục đi khám phá thế giới mới và đối mặt với những thử thách mới. Không gia đình, bạn bè, địa vị xã hội, người đàn ông bình thường ấy sẽ cố gắng hết sức để thống trị thế giới mới này.

## Nhân vật

### Đại Lăng Tẩm Nazarick
Trụ sở của bang hội Ainz Ooal Gown ở Yggdrasil. Sau khi Nazarick được chuyển đến Tân Thế giới cùng với các NPC tùy chỉnh, những NPC này trở nên có tri giác, Ainz bắt đầu hành động để bảo vệ lăng mộ. Tuy nhiên, các NPC tin rằng anh đang lên kế hoạch thống trị thế giới và sau đó bắt đầu thực hiện kế hoạch của riêng họ. Khi Ainz nhận ra ý định của họ thì đã quá muộn và anh không còn lựa chọn nào khác ngoài việc làm theo. Điều này cuối cùng dẫn đến việc Nazarick trở thành quốc gia của riêng mình: Vương quốc Sorcerer.

#### Đấng tối cao
Ainz Ooal Gown (アインズ・ウール・ゴウン Ainzu Ūru Goun) / Momonga (モモンガ)
Lồng tiếng bởi: Hino Satoshi (drama CD, anime)
Nhân vật chính và là thành viên duy nhất còn lại của bang hội, Ainz Ooal Gown. Ainz ban đầu có tên là Momonga, tên thật là Suzuki Satoru (鈴木悟, Suzuki Satoru), một công chức bình thường người Nhật. Cái tên Ainz Ooal Gown chỉ được sử dụng khi Ainz quyết định đổi tên mình thành tên guild sau khi đến tân thế giới. Ainz sở hữu ngoại hình như một bộ xương, choàng một bộ áo mang màu đen được trang trí công phu và chi tiết với nhiều cạnh tím, vàng. Ainz cũng là người có địa vị cao nhất trong số 41 đấng tối cao của đại lăng tẩm Nazarick. Trong tiểu thuyết, Ainz được miêu tả là một nhân vật cực kì độc ác và đầy mưu mô, song ngay ở những tập đầu tiên ta đã thấy điều này hoàn toàn sai. Trong khi Ainz ban đầu vô tình đưa Nazarick vào con đường thống trị thế giới sau khi bị hiểu lầm, anh dần dần phát triển vai trò lãnh đạo của mình sau khi quyết định tạo ra một vương quốc nơi con người và những giống loài quái vật đều bình đẳng. Vì anh mang hình dạng của một Lich (một bộ xương cử động bất tử) nên không cần ăn hay ngủ, không thể bị đầu độc hay giết chết bằng các phương pháp thông thường, cùng với cảm xúc và sự đồng cảm bị kìm nén, Ainz nhớ rằng mình có một "trái tim" và do đó giữ được một chút nhân tính. Nhờ có level cao trước đây của mình trong YGGDRASIL, anh có thể dễ dàng chế ngự ngay cả những pháp sư mạnh nhất ở Tân Thế giới; và mặc dù anh thiếu những kỹ năng của những chiến binh bẩm sinh, nhưng bù đắp điều đó bằng sức mạnh thô sơ. Theo thời gian, anh đã học được cách cải thiện khả năng chiến đấu bằng vũ khí vật lý, nhưng thích nhất của anh vẫn là phép thuật. Ainz cũng có khả năng sử dụng nhiều loại phép thuật triệu hồi và chết tức thì, mặc dù không hiệu quả với những người chơi khác nhưng lại có tác dụng rất tốt đối với cư dân của Tân Thế giới. Anh cũng có một loạt vật phẩm mà mình mua bằng tiền thật trong Yggdrasil, mang lại cho anh nhiều khả năng khác nhau, từ triệu hồi các vật phẩm cấp cực cao (hầu hết đều thuộc về bạn cùng hội của anh) từ ngân hàng của Bang hội. Khi Ainz du hành ẩn danh với tư cách là một mạo hiểm gia, anh lấy bí danh "Hắc Anh Hùng Momon".

#### Thủ vệ của đại lăng tẩm Nazarick
Một nhóm NPC đóng vai trò là trùm cho mỗi tầng của Nazarick. Khi đến Tân Thế giới và trở nên có tri giác, họ đã có được ảnh hưởng lớn đến công việc của Nazarick. Họ là một trong những sinh vật mạnh nhất ở Nazarick, một số thậm chí còn vượt qua Ainz về chỉ số thuần túy. Tính cách và những điều kỳ quặc của họ đến từ bối cảnh và câu chuyện nền đã được người tạo ra chúng lập trình sẵn.
Albedo (アルベド Arubedo)
Lồng tiếng bởi: Hara Yumi (drama CD, anime)
Albedo là tổng quản thủ vệ của đại lăng tẩm Nazarick và là một succubus, vốn là một trong số những NPC có nhiệm vụ bảo vệ Nazarick khỏi các player khác ngoài 41 đấng tối cao. Albedo được miêu tả là sở hữu một vẻ đẹp hoàn mỹ với mái tóc bóng dài, đồng tử vàng sắc sảo và trên đầu là cặp sừng nhô ra. Vẻ ngoài xinh đẹp và tốt bụng của cô che giấu tính cách đen tối bên trong. Cô là một trong những nhân vật mạnh và độc ác nhất trong đại lăng tẩm Nazarick. Ngoài ra có một người chị và một người em tên là Nirgedo và Rubedo. Albedo vô cùng trung thành và hết mực vì tình yêu của mình, Ainz Ooal Gown. Ban đầu cô bị coi là một con chó cái (bitch) do người tạo ra cô, nhưng Ainz đã sửa đổi cô thành yêu anh sâu sắc như một trò đùa, mộ trong những hành động cuối cùng của anh trước khi máy chủ của YGGDRASIL đóng cửa. Kết quả là khi đến Tân Thế giới, cô đã yêu anh (trong hình dạng Ainz) điên cuồng. Mặc dù là một succubus, Albedo lại là trinh nữ; một cách hài hước, cô mong muốn có được một đêm nồng nàn với Ainz mặc dù thực tế là điều đó là không thể. Cô coi thường con người, coi họ là "những sâu bọ".
Shalltear Bloodfallen (シャルティア・ブラッドフォールン Sharutia Buraddofōren)
Lồng tiếng bởi: Uesaka Sumire (drama CD, anime)
Tương tự như Albedo, Shalltear cũng là một thủ vệ nữ của đại lăng tẩm Nazarick, Shalltear là thủ vệ tầng 1, tầng 2 và tầng 3 của lăng tẩm. Là một ma cà rồng mang ngoại hình của một cô bé nhỏ nhắn khoảng 14 tuổi, diện đầm cổ điển kiểu thượng lưu. Khi ở hình dáng thuần ma cà rồng của mình, Shalltear thay đổi rất nhiều, nhìn chung giống như một bà lão, miệng rộng và lưỡi dài, mắt tỏa ra sát ý rõ ràng. Bên cạnh đó, do xu hướng thích biến thái quan hệ với xác chết, Shalltear có tình yêu đặc biệt với Ainz. Cô là Thủ hộ vệ tầng mạnh nhất xét về chỉ số tổng thể, được tối ưu hóa cho cả cận chiến và chiến đấu phép thuật.
Cocytus (コキュートス Kokyūtosu)
Lồng tiếng bởi: Miyake Kenta (drama CD, anime)
Cocytus cũng là một thủ vệ của đại lăng tẩm Nazarick, Cocytus là thủ vệ tầng 5 của lăng tẩm. Cocytus có một dáng hình rất cao lớn, sau lưng là hai khối băng, mắt có tới 6 cái và đuôi được bao phủ bởi gai góc. Cocytus mang một tinh thần chiến binh đúng nghĩa, rất tôn trọng đối thủ và điều này khiến Cocytus rất cao quý và tôn trọng bất cứ ai có tinh thần chiến đấu mạnh mẽ. Ngoài ra, Cocytus là một trong những thủ vệ mạnh nhất trong Nazarick. Cocytus cũng sở hữu nhiều thanh kiếm, giáo, kích và các loại vũ khí khác. Trong số những Thủ hộ vệ của mình, Cocytus thân nhất với Demiurge, người mà Cocytus coi như đối thủ và một người bạn.
Demiurge (デミウルゴス Demiurugosu)
Lồng tiếng bởi: Katō Masayuki (drama CD, anime)
Demiurge là thủ vệ tầng 7 của lăng tẩm. Là thủ vệ có trí thông minh được đánh giá là cao nhất trong số các thủ vệ của Nazarick, Demiurgre là quân sư của đại lăng tẩm. Demiurge có làn da ngăm đen, mặc tuxedo màu đỏ và có dáng người cao gầy, đeo kính gọng tròn. Demiurge sử dụng lời nói để kiểm soát hành động của những người khác mà anh cho là cư xử không lịch sự. Anh là một trong những NPC thông minh và độc ác nhất của Nazarick, sẵn sàng thực hiện những hành động tàn bạo không thể diễn tả được để đạt được mục tiêu của mình. Trong khi hòa hợp với những Thủ hộ vệ khác, mối quan hệ của anh với Sebas lại căng thẳng hơn do bản chất đối lập của họ được thừa hưởng từ các thành viên bang hội đã tạo ra hai người, những người cũng thường xuyên xảy ra xung đột. Demiurge liên tục tin rằng kế hoạch của mình đã được Ainz mong muốn, người mà anh tin rằng chỉ tiết lộ một phần nhỏ trong kế hoạch thực sự của mình để xoa dịu sự tò mò của các Hộ vệ khác; Ainz liên tục lừa Demiurge tiết lộ kế hoạch của mình. Đối với người dân ở Tân Thế giới, anh được biết đến với cái tên Jaldabaoth (ヤルダバオト, Yarudabaoto), một danh tính thay thế mà anh sử dụng để tiếp tục mục tiêu của mình mà không gây nghi ngờ.
Aura Bella Fiora (アウラ・ベラ・フィオーラ Aura Bera Fiōra)
Lồng tiếng bởi: Katō Emiri (drama CD, anime)
Aura cùng với em trai là thủ vệ tầng 6. Aura là một Dark Elf trẻ tuổi và nữ thủ vệ của đại lăng tẩm, giữ nhiệm vụ luyện thú và trinh sát. Cũng là một nhân vật có khả năng vận dụng chiến thuật chiến tranh du kích thượng thừa. Do có xu hướng thời trang nam và tính cách mạnh mẽ nên Aura thường bị nhầm là một bé trai, song ngay cả trên phương diện tuổi tác điều này cũng sai do Aura thực chất đã 76 tuổi vào thời điểm Nazarick bị dịch chuyển sang tân thế giới. Mặc dù thường xuyên cãi nhau nhưng cô rất thân thiết với Shalltear, vô tình rất giống mối quan hệ giữa những người tạo ra cô và Shalltear. Cô chiến đấu bằng roi và cung tên, đồng thời có thể triệu hồi quái thú để chiến đấu bên cạnh mình. Ainz đối xử với cô và em trai cô như thể họ là con ruột của mình. Aura có em trai song sinh tên Mare Bello Fiore.
Mare Bello Fiore (マーレ・ベロ・フィオーレ Māre Bero Fiōre)
Lồng tiếng bởi: Uchiyama Yumi (drama CD, anime)
Mare cùng với chị gái là thủ vệ tầng 6. Mare là Dark Elf giống chị mình và cũng là một thủ hạ của đại lăng tẩm Nazarick, sử dụng phép thuật để tác chiến thông qua cây cỏ, thiên nhiên. Đối lập với chị gái, Mare tuy giới tính nam nhưng lại rụt rè và nhút nhát (mặc dù điều đó có nghĩa là cậu chỉ diễn), thường mặc váy nữ nên hay bị nhầm là bé gái. So với chị gái mình, khiến cậu thường xuyên bị cô chị ra lệnh. Tuy nhiên, cậu ta có thể chiến đấu và tàn nhẫn khi cần thiết. Cậu chuyên về phép thuật Druid, có khả năng xoay chuyển trái đất theo ý muốn của mình. Ainz thường đối xử với cậu và chị gái như thể họ là con ruột của mình.
Victim (ヴィクティム, Vuikutimu )
Lồng tiếng bởi: Nao Tōyama
Thủ vệ tầng 8 của Nazarick. Nó mang hình dáng của một bào thai màu hồng, dài 1 mét, có quầng sáng và đôi cánh giống hình que. Nó nói tiếng Enochian. Đây là tuyến phòng thủ cuối cùng của Nazarick, với khả năng duy nhất là kỹ năng tự hủy. Tuy nhiên, mặc dù vậy, nó khiêm tốn và trung thành về chức năng của mình, tin rằng mục đích duy nhất của nó là phục vụ các thành viên của hội Ainz Ooal Gown.

### Thủ hộ vệ khu vực
Các NPC đóng vai trò là mini boss cho một phần cụ thể của tầng. Một số người trong số họ đóng vai trò là cấp dưới của các Thủ vệ Tầng, trong khi những người khác hoạt động ngoài chuỗi mệnh lệnh.
Pandora's Actor (パンドラズ・アクター Pandorazu Akutā?)
Lồng tiếng bởi: Miyano Mamoru (drama CD, anime)
Người bảo vệ khu vực của Kho bạc Nazarick, được tạo ra bởi chính Ainz. Anh ta là một doppelgänger với cái đầu trứng có ba lỗ trên mặt và mặc đồng phục sĩ quan quân đội. Anh cũng có thể mang ngoại hình và khả năng của mọi thành viên trong hội Ainz Ooal Gown. Vì điều này, Ainz thỉnh thoảng gọi anh ta làm người thay thế khi các tình huống yêu cầu cả Ainz và Momon phải hoạt động cùng một lúc. Mặc dù là Thủ hộ vệ khu vực nhưng khả năng của anh sánh ngang với Thủ hộ vệ các tầng. Ainz đã tạo ra anh ta trong khi đang trải qua giai đoạn chuunibyou, nên Ainz đã lập trình cho anh ta hành động bằng những cử chỉ và ngôn ngữ cơ thể cường điệu, điều này khiến Ainz người tạo ra vô cùng xấu hổ. Mặc dù không dành nhiều thời gian bên nhau, anh và Ainz có một mối quan hệ bền chặt, sau đó Ainz bí mật cho phép Ainz gọi anh là "cha".
Nigredo (ニグレド, Niguredo)
Lồng tiếng bởi: Kikuko Inoue

#### Các hầu gái chiến đấu (Pleiades)
Một nhóm NPC ăn mặc như hầu gái, ngoại trừ Sebas trông giống quản gia. Họ đóng vai trò là tuyến phòng thủ cuối cùng của Nazarick trước tầng cuối cùng. Mặc dù mỗi thành viên, ngoại trừ Sebas và Aureole, đều yếu theo tiêu chuẩn của Nazarick, sức mạnh của họ tương đương với những quái vật huyền thoại ở Tân Thế giới. Tuy nhiên, bất chấp vẻ ngoài của họ, họ thực sự rất tệ khi làm hầu gái, thường bị người dân Nazarick coi là một nhóm thần tượng.
Sebas Tian (セバス・チャン Sebasu Chan)
Lồng tiếng bởi: Chiba Shigeru (drama CD, anime)
Sebas Tian là thủ vệ có khả năng cận chiến mạnh nhất trong Nazarick, là quản gia trưởng của Nazarick và người giám sát của Pleiades. Sebas Tian có dáng người cao lớn và già dặn, mặc đồ quản gia và thường giữ một dáng người đứng thẳng như kiếm. Mặc dù không phải là Thủ hộ vệ tầng, khả năng của ông sánh ngang với họ, chuyên chiến đấu không vũ trang. Ở hình dạng thật, Sebas Tian đủ khả năng để áp đảo cả Albedo và Cocytus. Không giống như các NPC khác, ông không ghét người ngoài và thực sự có ý thức mạnh mẽ về công lý, giống như người tạo ra ông. Vì điều này, ông có thói quen cứu những người gặp khó khăn, thường khiến mình xung đột với các NPC khác và đôi khi, khiến lòng trung thành với Ainz bị nghi ngờ. Sebas đặc biệt không hòa hợp với Demiurge.
Narberal Gamma (ナーベラル・ガンマ Nāberaru Ganma)
Lồng tiếng bởi: Numakura Manami (drama CD, anime)
Một trong những Pleiades. Cô ấy là một Doppelgänger. Tuy nhiên, vì tất cả các cấp độ đều phụ thuộc vào khả năng chiến đấu nên cô vĩnh viễn ở dạng con người. Thay vào đó, cô là người mạnh nhất trong Pleiades, là một Magic Caster chuyên về phép thuật sét. Cô đóng vai trò là bạn đồng hành của Ainz dưới danh tính "Momon" của anh, với bí danh là Nabe (ナーベ, Nābe). Tuy nhiên, cô coi thường và kinh tởm loài người, điều này thường gây rắc rối cho anh. Khi còn là một nhà thám hiểm, cô được đặt cho biệt danh "Công chúa xinh đẹp" do ngoại hình của mình. Nhiều người đàn ông đã cầu hôn cô nhưng hầu hết mọi người đều nghĩ cô là người yêu hoặc người hầu của Momon. Một số thành viên của Pleiades ghen tị với cô vì sự thân thiết của cô với Ainz trong những ngày phiêu lưu cùng anh.
Yuri Alpha (ユリ・アルファ Yuri Arufa)
Lồng tiếng bởi: Igarashi Hiromi (drama CD, anime)
Lupusregina Beta (ルプスレギナ・ベータ Rupusuregina Bēta)
Lồng tiếng bởi: Komatsu Mikako (drama CD, anime)
CZ2128 Delta (シズ・デルタ Shizu Deruta)
Lồng tiếng bởi: Seto Asami (drama CD, anime)
Solution Epsilon (ソリュシャン・イプシロン Soryushan Ipushiron)
Lồng tiếng bởi: Sakura Ayane (drama CD, anime)
Một trong những Pleiades. Cô là một Slime mang hình dạng con người và là một sát thủ và có thể hấp thụ luôn con người và đồ vật vào cơ thể để lưu trữ hoặc ăn thịt. Là một Slime, cô săn lùng con người và coi thường họ.
Entoma Vasilissa Zeta (エントマ・ヴァシリッサ・ゼータ Entoma Vuashirissa Zēta)
Lồng tiếng bởi: Shindo Kei (drama CD, anime)

### Tân Thế giới
Gazef Stronoff (ガゼフ・ストロノーフ Gazefu Sutoronōfu)
Lồng tiếng bởi: Shirokuma Hiroshi (anime)
Nigun Grid Luin (ニグン・グリッド・ルーイン Nigun Guriddo Rūin)
Lồng tiếng bởi: Koyasu Takehito (anime)
Enri Emmot (エンリ・エモット Enri Emotto)
Lồng tiếng bởi: Ichimichi Mao (anime)
Nfirea Bareare (ンフィーレア・バレアレ Nfīrea Bareare)
Lồng tiếng bởi: Murase Ayumu (anime)
Brita (ブリタ Burita)
Lồng tiếng bởi: Yukino Satsuki (anime)
Lizzie Bareare (リィジー・バレアレ  Ryijī Bareare)
Lồng tiếng bởi: Tani Ikuko (anime)
Clementine (クレマンティーヌ Kuremantīnu)
Lồng tiếng bởi: Yūki Aoi (drama CD, anime)
Khajiit Dale Badantel (カジット・デイル・バダンテール Kajitto Deiru Badantēru)
Lồng tiếng bởi: Inaba Minoru (drama CD, anime)
Hamsuke, Hiền vương của Rừng xanh (ハムスケ Hamusuke)
Lồng tiếng bởi: Watanabe Akeno (drama CD, anime)
Một con Hamster cái khổng lồ có cái đuôi giống rắn sống trong khu rừng gần Làng Carne. Nó được cho là con thú mạnh nhất theo lời những cư dân kể trong rừng. Mặc dù được công chúng biết đến với cái tên "Hiền vương của Rừng xanh", nó thực sự ít nhiều là một tên ngốc ngu ngốc, mặc dù nó có khả năng nói tiếng người. Khi biết về thân thế thật của nó, Momon (Ainz giả trang) đã tìm kiếm để tăng danh tiếng cho anh. Tuy nhiên, khi tìm thấy, anh vô cùng thất vọng, không hiểu người khác nhìn thấy gì ở nó và tiếp tục dễ dàng đánh bại. Sau đó anh nhanh chóng thuần hóa và đặt tên nó là "Hamsuke". Nó gia nhập nhóm thám hiểm của Ainz với tư cách là quái thú đã đăng ký của anh và hoàn toàn cống hiến hết mình cho anh. Mặc dù ban đầu kiêu ngạo vì mạnh mẽ theo tiêu chuẩn của Tân thế giới, nhưng khi gặp các NPC của Nazarick, nó nhận ra điểm yếu của mình và cống hiến hết mình để trở nên mạnh mẽ hơn. Một số đoạn hội thoại của nó nghe giống nhân vật Yoda.
Brain Unglaus (ブレイン・アングラウス Burein Angurausu)
Lồng tiếng bởi: Yusa Koji (anime)

## Truyền thông

### Manga
Manga bắt đầu được đăng nhiều kỳ trên tạp chí Monthly Comp Ace của Kadokawa vào tháng 11 năm 2014. Câu truyện được viết bởi Ōshio Satoshi và tranh minh họa bởi Miyama Hugin.
| #  | Ngày phát hành ja         | ISBN ja           |
| -- | ------------------------- | ----------------- |
| 1  | ngày 26 tháng 6 năm 2015  | 978-4-04-103071-4 |
| 2  | ngày 25 tháng 7 năm 2015  | 978-4-04-103072-1 |
| 3  | ngày 26 tháng 12 năm 2015 | 978-4-04-103857-4 |
| 4  | ngày 25 tháng 6 năm 2016  | 978-4-04-104399-8 |
| 5  | ngày 26 tháng 8 năm 2016  | 978-4-04-104400-1 |
| 6  | ngày 26 thang 12 năm 2016 | 978-4-04-104679-1 |
| 7  | ngày 24 tháng 5 năm 2017  | 978-4-04-105764-3 |
| 8  | ngày 26 tháng 12 năm 2017 | 978-4-04-106389-7 |
| 9  | ngày 26 tháng 4 năm 2018  | 978-4-04-106390-3 |
| 10 | ngày 26 tháng 7 năm 2018  | 978-4-04-107168-7 |
| 11 | ngày 26 tháng 2 năm 2019  | 978-4-04-107896-9 |
| 12 | ngày 24 tháng 9 năm 2019  | 978-4-04-108688-9 |
| 13 | ngày 24 tháng 3 năm 2020  | 978-4-04-108689-6 |
| 14 | ngày 25 tháng 11 năm 2020 | 978-4-04-110815-4 |
| 15 | ngày 26 tháng 7 năm 2021  | 978-4-04-111589-3 |
| 16 | ngày 26 tháng 1 năm 2022  | 978-4-04-111590-9 |
| 17 | ngày 24 tháng 6 năm 2022  | 978-4-04-112615-8 |
| 18 | ngày 25 tháng 3 năm 2023  | 978-4-04-113501-3 |
| 19 | ngày 26 tháng 12 năm 2023 | 978-4-04-114353-7 |
| 20 | ngày 25 tháng 9 năm 2024  | 978-4-04-115221-8 |
| 21 | ngày 25 tháng 3 năm 2025  | 978-4-04-115865-4 |

### Anime
Bài hát mở đầu chủ đề "Clattanoia" do "OxT" trình diễn và bài hát kết thúc chủ đề "L.L.L." do "MYTH&ROID" trình diễn.

#### Danh sách tập phim
| Tập | Tựa đề                                      | Ngày công chiếu     |
| --- | ------------------------------------------- | ------------------- |
| 1   | "Owari to Hajimari" (終わりと始まり)        | 7 tháng 7 năm 2015  |
| 2   | "Kaisō Gādian" (階層守護者)                 | 14 tháng 7 năm 2015 |
| 3   | "Karune-mura no tatakai" (カルネ村の戦い)   | 21 tháng 7 năm 2015 |
| 4   | "Shi no shihai-sha" (死の支配者)            | 28 tháng 7 năm 2015 |
| 5   | "Futari no bōken-sha" (二人の冒険者)        | 4 tháng 8 năm 2015  |
| 6   | "Tabiji" (旅路)                             | 11 tháng 8 năm 2015 |
| 7   | "Mori no ken-ō" (森の賢王)                  | 18 tháng 8 năm 2015 |
| 8   | "Shi o kirisaku futaken" (死を切り裂く双剣) | 25 tháng 8 năm 2015 |
| 9   | "Shikkoku no senshi" (漆黒の戦士)           | 1 tháng 9 năm 2015  |
| 10  | "Shinso" (真祖)                             | 8 tháng 9 năm 2015  |
| 11  | "Konran to haaku" (混乱と把握)              | 15 tháng 9 năm 2015 |
| 12  | "Senketsu no sen'otome" (鮮血の戦乙女)      | 22 tháng 9 năm 2015 |
| 13  | (PVN)                                       | 29 tháng 9 năm 2015 |

## Đón nhận
Tháng 6 năm 2015, ngay trước khi phát hành anime và manga, bộ light novel đã có khoảng 600.000 bản được in ấn tại Nhật Bản với 8 tập. Đến ngày 1 tháng 8 năm 2015, light novel và manga đã có tổng cộng 1.000.000 bản được lưu hành tại Nhật Bản. Vào ngày 4 tháng 8, 600.000 bản in lại của cuốn tiểu thuyết đã được công bố. Tính đến ngày 20 tháng 8 năm 2015, chín tập light novel Overlord và hai tập manga có cùng hơn 1,5 triệu bản được lưu hành tại Nhật Bản.
Tính đến cuối năm 2018, Overlord đã được tẩu tán trên 7 triệu bản tại quê nhà Nhật Bản. Cũng trong năm này, tập 13 của loạt light novel theo thống kê trở thành light novel bán chạy nhất trong năm với hơn 200.000 bản in được bán ra sau 7 tháng phát hành.
Tính đến năm 2022 hãng Kadokawa công bố tổng số tập light novel bán ra của Overlord vượt quá ngưỡng 11.000.000 bản